# Marika Mindszenty
Marika Mindszenty, gelegentlich auch Marika Mindszenthy oder Marika von Mindszenthy (* 29. Januar 1946 in Budapest), ist eine heute inaktive ungarisch-österreichische Schauspielerin.

## Leben
Die Großnichte des ungarischen Erzbischofs Kardinal Minszenthy stieß als Double von Michèle Mercier Ende der 1960er Jahre zum Film. Da die attraktive Blondine keine Probleme besaß, nur sehr knapp oder sogar unbekleidet vor die Kamera zu treten, übernahm Marika Mindszenty die von Mercier als zu „heikel“ empfundenen Bettszenen. Ab Ende 1968 erhielt Marika Mindszenty auch reguläre Filmrollen, die sie gleichfalls oftmals knapp bekleidet absolvierte.
Unmittelbar darauf gab sie ihr Fernsehdebüt in einer Folge der ZDF-Krimireihe Der Kommissar. Noch im selben Jahr spielte sie an prominenter Stelle auch in dem ARD-Krimi Exklusiv! an der Seite von Walter Richter als Kommissar Trimmel (noch vor der offiziellen Einführung der Tatort-Reihe im Jahr darauf) mit. Seit den frühen 1970er Jahren wurde Marika Minszenty vom Regieroutinier Franz Antel in dessen freizügigen Kinolustspielen mit allerlei Nackedei-Nebenrollen bedacht.
Seit der Vollendung ihres 30. Geburtstags verliert sich die Spur Marika Mindszentys.

## Filmografie
- 1969: Ein dreifach Hoch dem Sanitätsgefreiten Neumann
- 1969: Ellenbogenspiele
- 1969: Die Mädchen der Madame
- 1969: Tatort – Exklusiv! (Fernsehreihe)
- 1972: Sex-Report blutjunger Mädchen
- 1972: Die merkwürdige Lebensgeschichte des Friedrich Freiherrn von der Trenck (TV-Mehrteiler)
- 1973: Frau Wirtins tolle Töchterlein
- 1975: Wenn Mädchen zum Manöver blasen
- 1976: Ab morgen sind wir reich und ehrlich
- 1976: Abflug Bermudas
- 1977: Casanova & Co.
- 1981: Es hat sich eröffnet (TV)